# Předseda Národní rozvojové a reformní komise Čínské lidové republiky
Předseda Národní rozvojové a reformní komise Čínské lidové republiky (čínsky v českém přepisu čung-chua žen-min kung-che-kuo kuo-ťia fa-čan che kaj-ke wej-jüan-chuej ču-žen, pchin-jinem zhōnghuá rénmín gònghéguó guójiā fāzhǎn hé gǎigé wěiyuánhuì zhǔrèn, znaky zjednodušené 中华人民共和国国家发展和改革委员会主任) je člen Státní rady Čínské lidové republiky, čínské vlády, který stojí v čele Národní rozvojové a reformní komise Čínské lidové republiky. 
V současnosti tento post v Li Čchiangově vládě od 12. března 2023 zastává Čeng Šan-ťie.

## Jmenovací proces
Podle Ústavy Čínské lidové republiky je předseda komise nominován premiérem a následně schválen Všečínským shromážděním lidových zástupců, nebo jeho stálým výborem. Do funkce je poté jmenován prezidentem Čínské lidové republiky.

## Seznam předsedů Národní rozvojové a reformní komise
| #  | Portrét | Jméno Narození a úmrtí | Funkční období  | Funkční období  | Funkční období   |                                      |
| #  | Portrét | Jméno Narození a úmrtí | Nástup do úřadu | Opuštění úřadu  | Dny v úřadu      | Vláda                                |
| -- | ------- | ---------------------- | --------------- | --------------- | ---------------- | ------------------------------------ |
| 1. |         | Ma Kchaj (* 1946)      | 17. března 2003 | 17. března 2008 | 5 let a 0 dní    | Wen Ťia-pao I                        |
| 2. |         | Čang Pching (* 1946)   | 17. března 2008 | 16. března 2013 | 4 roky a 364 dní | Wen Ťia-pao II                       |
| 3. |         | Sü Šao-š' (* 1951)     | 16. března 2013 | 24. února 2017  | 3 roky a 345 dní | Li Kche-čchiang I                    |
| 4. |         | Che Li-feng (* 1955)   | 24. února 2017  | 12. března 2023 | 6 let a 15 dní   | Li Kche-čchiang I Li Kche-čchiang II |
| 5. |         | Čeng Šan-ťie (* 1961)  | 12. března 2023 | úřadující       | 1 rok a 354 dní  | Li Čchiang                           |